# TramPlus

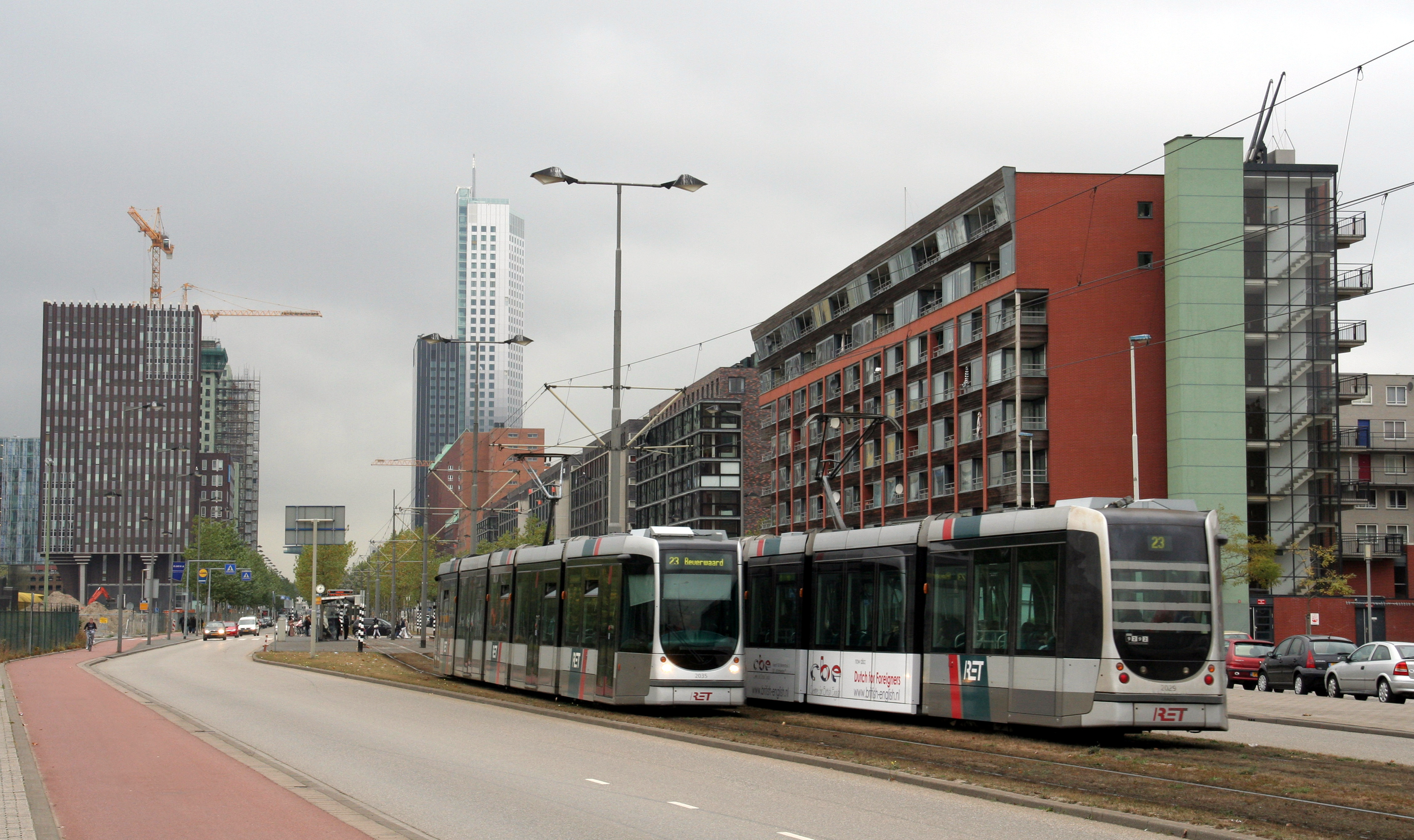
Twee TramPlus-trams in Rotterdam-Zuid

TramPlus was een concept van de Rotterdamse tram (RET), ontstaan na de groeiende onzekerheid over het voortbestaan van de tram in de jaren negentig in de vorige eeuw. De metro van Rotterdam was een concurrent van de tram geworden.
Het TramPlus-plan voorzag in de ombouw van de belangrijkste lijnen naar TramPluslijnen, die een hogere kwaliteit boden en een hogere gemiddelde snelheid konden halen. Er werden ook nieuwe TramPluslijnen gebouwd naar wijken die tot dan toe geen railverbinding hadden.
Alle TramPluslijnen (met uitzondering van lijn 2) hadden lijnnummers vanaf 20 gekregen. De eerste lijn volgens dit concept was lijn 20 over de nieuwe Erasmusbrug in 1996. Vooruitlopend op de komst van de nieuwe Citadis-trams werd een aantal ZGT-trams van de serie 701-750 verbouwd voor TramPlus.
Met de herziening van het tramlijnennetwerk per 6 januari 2025, wat gepaard ging met hernummering van een aantal lijnen, kwam het TramPlus concept per die datum te vervallen.

## TramPluslijnen
Het TramPlus-netwerk bestond tot en met 5 januari 2025 uit vijf lijnen:
- Tramlijn 2: Charlois - Dorpsweg - Pleinweg - Maashaven - Hillevliet - Randweg - Breeplein - Beukendaal - Molenvliet - Station Rotterdam Lombardijen - Kreekhuizenlaan - Reyerdijk -  Keizerswaard
- Tramlijn 21: De Esch - Woudestein -  Oostplein - Station Rotterdam Blaak - Beurs - Lijnbaan - Kruisplein - Rotterdam Centraal - Kruisplein -  West-Kruiskade - 1e Middellandstraat - Mathenesserplein - Marconiplein - Koemarkt - Broersvest - Station Schiedam Centrum - Parkweg - Schiedam Nieuwland - Schiedam Woudhoek
- Tramlijn 23: Beverwaard - P+R Beverwaard - Keizerswaard - Stadion Feyenoord - Laan op Zuid - Wilhelminaplein - Leuvehaven - Beurs - Lijnbaan - Kruisplein -  Rotterdam Centraal - Kruisplein - West-Kruiskade - 1e Middellandstraat - Mathenesserplein - Marconiplein
- Tramlijn 24: De Esch - Woudestein -  Oostplein - Station Rotterdam Blaak - Beurs - Lijnbaan - Kruisplein - Rotterdam Centraal - Kruisplein -  West-Kruiskade - 1e Middellandstraat - Mathenesserplein - Marconiplein - Koemarkt - Broersvest - Station Schiedam Centrum - Parkweg - Schiedam Nieuwland - Vlaardingen Holy
- Tramlijn 25: Schiebroek - Melanchthonweg - Franciscus Gasthuis - Schiekade - Weena - Rotterdam Centraal - Kruisplein - Lijnbaan - Beurs - Leuvehaven - Wilhelminaplein - Laan op Zuid - Beijerlandselaan - Randweg - Breeplein - Groene Hilledijk - Langenhorst - Vrijenburg - Meerwede - Barendrecht Carnisselande

Met uitzondering van de tramlijn 2 reden alle TramPluslijnen via Rotterdam Centraal en Beurs.

## Oorspronkelijk plan
Het oorspronkelijke plan uit 1994 voorzag in 14 TramPluslijnen met een totale lengte van 155 kilometer. Er zou hiervoor 38 kilometer nieuw spoor aangelegd worden, een investering van zo'n 1 miljard gulden. Het project zou in 2010 voltooid zijn en zou 2,5 keer meer tramreizigers tot gevolg hebben. Voor de exploitatie van TramPlus zouden 210 trams nodig zijn. De oorspronkelijke plannen zijn echter drastisch gewijzigd, slechts een klein deel van het oorspronkelijke plan is daadwerkelijk gerealiseerd.